# Protesty w Żangaözen

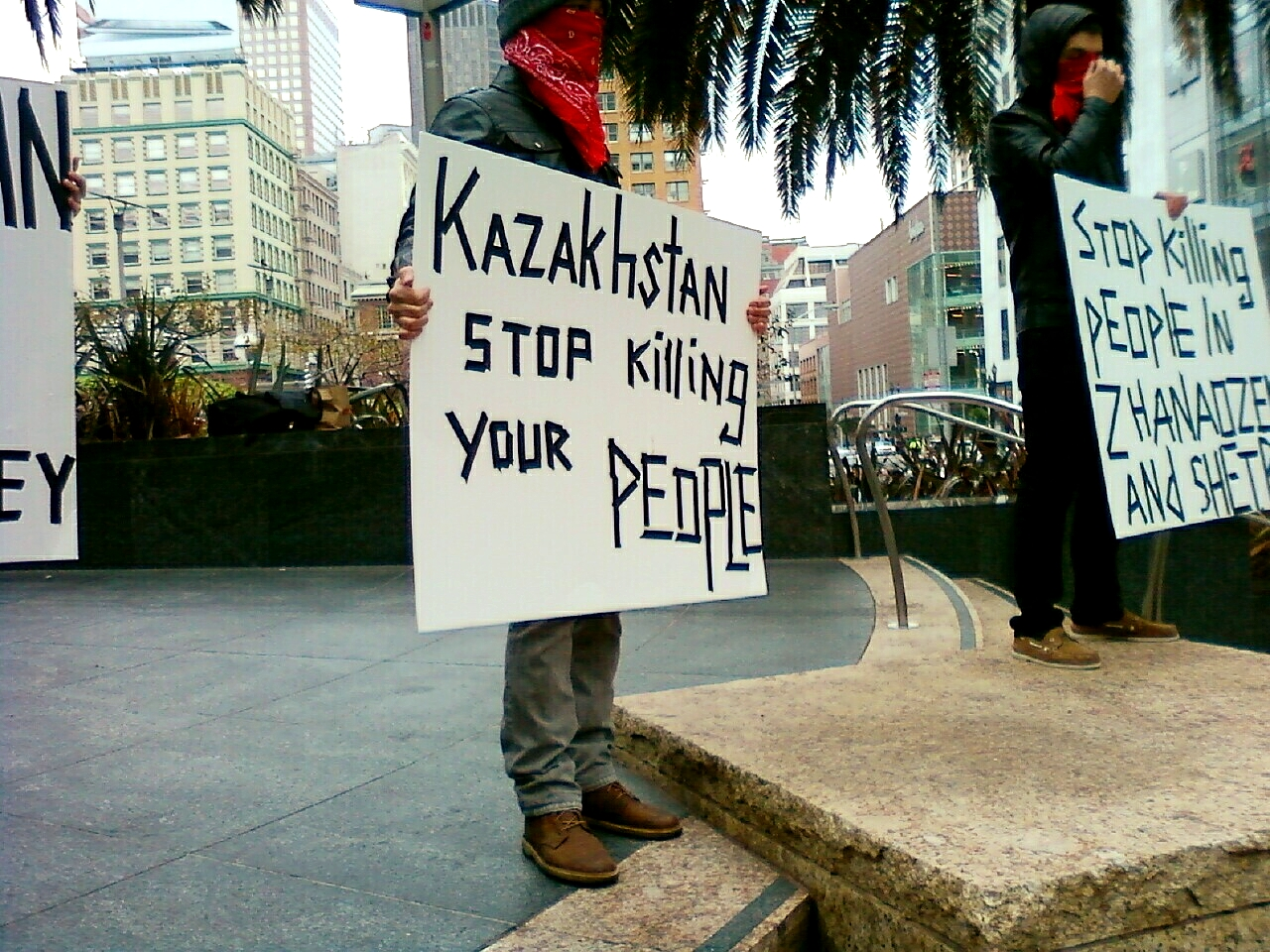
Protest w San Francisco przeciwko kazachskiemu rządowi, który dopuścił się krwawego stłumienia manifestacji

Protesty w Żangaözen – protesty, które wybuchły w maju 2011 roku w kazachskim mieście Żangaözen. Po wybuchu strajku robotników pracujących w zakładach przetwórstwa gazu ziemnego oraz rafineriach 16 grudnia 2011 roku wybuchły zamieszki. Bezpośrednią przyczyną strajków i zamieszek były niskie płace oraz złe warunki pracy. Według Prokuratury Generalnej Kazachstanu w protestach zginęło 14 osób, a 64 zostało rannych. Opozycjoniści oraz organizacje praw człowieka podały, że w zamieszkach zginęło więcej osób.

## Strajk
11 maja 2011 roku wybuchły strajki robotnicze. Robotnicy domagali się lepszych wynagrodzeń i poprawy warunków pracy. 27 maja władze miasta uznały strajk za nielegalny. Latem zarządy zakładów zwolniły niemal 1000 pracowników, lecz demonstracje nie ustały. Łącznie w strajkach w tym mieście (liczącym 100 tysięcy mieszkańców) wzięło udział ok. 15 tys. osób.

## Zamieszki
Podczas zamieszek spalono budynki administracji miejskiej, hotele, samochody oraz świąteczną choinkę. Podpalono także siedzibę kompanii naftowej Özenmunajgaz. Zajścia zakłóciły obchody 20. rocznicy uzyskania niepodległości. Po podpaleniu kilku budynków na ulicę wyszła policja, strzelająca do manifestantów. Po strzelaninie siły bezpieczeństwa otoczyły tłum i rozpoczęły aresztowanie uczestników zamieszek. Zatrzymanych torturowano w przepełnionych więzieniach. Prokuratora Generalna Kazachstanu podała 25 stycznia 2012 roku, że w protestach zginęło 14 osób, a 64 zostało rannych. Organizacja Amnesty International podała, że uczestnik zamieszek Bazarbaj Kenżebajew zginął w wyniku tortur stosowanych podczas przesłuchania. Służby porządkowe zatrzymały 70 osób. Według Władimira Kozłowa podczas protestów zginęło 45 osób, zaś ok. 1000 zostało rannych.

## Reakcja
Prezydent Nursułtan Nazarbajew wprowadził ze skutkiem natychmiastowym 20-dniowy stan wyjątkowy, godzinę policyjną oraz ograniczenia w wjeździe i wyjeździe z miasta. Władze orzekły, że zajścia wywołały siły przestępcze oraz grupa wandali i chuliganów. Po zamieszkach Żangaözen odłączono od prądu, zaś władze zdecydowały się na wysłanie do miasta helikopterów patrolujących niebo. W mieście znalazły się oddziały wojskowe oraz pojazdy opancerzone. W Żangaözen zablokowano telefonię komórkową i dostęp do internetu. Władze rozpoczęły także poszukiwanie autorów amatorskiego filmu, na którym widać, jak policja celuje w uciekających ludzi i bije pałkami powalonych na ziemię. Nazarbajew oskarżył partię Ałga! oraz niezależne od rządu media o eskalację napięcia i podżeganie do konfliktu.
23 stycznia 2012 roku zatrzymano Władimira Kozłowa – kazachskiego opozycjonistę popierającego protestujących. W maju i czerwcu 2012 roku skazano strajkujących na kilka lat więzienia. Zatrzymano i ukarano także niższych rangą policjantów, którzy brali udział w stłumieniu protestów. Część policjantów przyznało się do stosowania przemocy, lecz nie została za to ukarana. 8 października 2012 roku sąd skazał Kozłowa na karę siedmiu lat i sześciu miesięcy więzienia. Według niezależnych obserwatorów (m.in. posła Marcina Święcickiego oraz europosła Piotra Borysa), procesy odbiegały od standardów demokratycznych. Ostatecznie zwolniono robotników z więzień (ostatnich dwóch w marcu 2015 roku).
W 2012 roku kierownik przetwórni Timur Kułybajew (będący zięciem Nazarbajewa) stracił posadę za to, że nie porozumiał się w porę z robotnikami.

## Reakcje międzynarodowe
Łamanie praw człowieka podczas protestów było krytykowane m.in. przez Amnesty International, Human Rights Watch, Światową Federację Związków Zawodowych oraz Parlament Europejski. 14 marca 2012 roku odbyła się debata w Parlamencie Europejskiej w sprawie wydarzeń z Kazachstanu. Wydano wówczas rezolucję potępiającą stosowanie przemocy wobec robotników.